# Lispocephala confluens
Lispocephala confluens är en tvåvingeart som beskrevs av Malloch 1928. Lispocephala confluens ingår i släktet Lispocephala och familjen husflugor. Inga underarter finns listade i Catalogue of Life.